# Швець Дмитро Володимирович
Дмитро́ Володи́мирович Шве́ць  (19 березня 1983, м. Бориспіль, Київська область, Україна) — український науковець, доктор юридичних наук, професор, ректор Львівського державного університету внутрішніх справ.

## Життєпис
Народився у 1983 році у м. Бориспіль Київської області.

### Здобуття вищої освіти
У 2004 році закінчив Київський юридичний інститут МВС України за спеціальністю «Психологія».
У 2013 році — Національну академію внутрішніх справ за спеціальністю «Правознавство».

### Служба в органах внутрішніх справ
Службу в органах внутрішніх справ розпочав у 2000 році.
З липня 2004 до березня 2005 року перебував на посаді психолога відділення професійно-психологічного відбору та професійної орієнтації центру практичної психології при ГУ МВС України в Київській області.
З березня 2005 року обіймав посади курсової ланки психологічного факультету навчально-наукового інституту підготовки кадрів громадської безпеки та психологічної служби Київського національного університету внутрішніх справ.
Із серпня 2009 року призначений на посаду начальника курсу факультету початкової та спеціальної підготовки Національної академії внутрішніх справ.
З липня 2011 до березня 2016 року перебував на посаді начальника відділу організації служби Національної академії внутрішніх справ.
З березня 2016 до червня 2022 року обіймав посади проректора, першого проректора та ректора Харківського національного університету внутрішніх справ.
У червні 2022 року призначений ректором Одеського державного університету внутрішніх справ.
У жовтні 2024 року призначений ректором Львівського державного університету внутрішніх справ.

## Наукова діяльність
У 2016 році захистив дисертацію на здобуття наукового ступеня кандидата педагогічних наук за спеціальністю 13.00.04 — теорія і методика професійної освіти на тему «Підготовка майбутніх офіцерів МВС України до охорони і забезпечення громадського порядку в процесі фахової підготовки».

У 2019 році захистив дисертацію на здобуття наукового ступеня доктора юридичних наук у Національній академії внутрішніх справ за спеціальністю 19.00.06 — юридична психологія на тему «Формування особистості поліцейського в умовах фахової підготовки та професійної діяльності: правові та психологічні аспекти».

Бере активну участь у рецензуванні та опонуванні дисертаційних досліджень.
Головний редактор наукового журналу «Південноукраїнський правничий часопис» Одеського державного університету внутрішніх справ, член редакційної колегії збірника наукових праць «Вісник Харківського національного університету внутрішніх справ» та наукового журналу «Право і Безпека».

Є автором понад 170-ти наукових, науково-методичних, науково-практичних та навчальних видань.

## Нагороди та відзнаки
Трудова та наукова діяльність відзначена нагородами, а саме:
- Грамотою Верховної Ради України «За заслуги перед Українським народом» у 2016 році;
- Почесною грамотою Кабінету Міністрів України у 2018 році;
- Почесним званням Заслуженого працівника освіти України з 2021 року.

Має більше тридцяти заохочень, з них відомчі заохочувальні відзнаки МВС України:
- Подяка  МВС України у 2001 році;
- Нагрудний знак «За відзнаку в службі» ІІ ступеня у 2008 році;
- Нагрудний знак «За відзнаку в службі» І ступеня у 2010 році;
- Медаль «За сумлінну службу» ІІІ ступеня у 2010 році;
- Нагрудний знак «Почесний  знак МВС України» у 2012 році;
- Почесна грамота МВС України у 2012 році;
- Подяка МВС України у 2013 році;
- Подяка МВС  у 2015 році;
- Занесення на дошку пошани МВС України із врученням нагрудного знака «Кращий працівник МВС України» у 2017 році;
- Нагрудний знак «За безпеку народу» у 2019 році;
- «Вогнепальна зброя» у 2020 році.